# Karl Brumm
Karl Brumm (* 7. August 1902 im heutigen Wilhelmshaven; † 10. April 1965 in Cuxhaven) war  NS-Sonderrichter in Schwerin, der nach dem Zweiten Weltkrieg zum Landgerichtsdirektor in Stade aufstieg.

## Leben

### Aktivitäten in der NS-Zeit
Er beantragte am 14. Oktober 1939 die Aufnahme in die NSDAP und wurde zum 1. Januar 1940 aufgenommen (Mitgliedsnummer 7.919.531).

### Aktivitäten in der Nachkriegszeit
Weil die eklatanten Personalprobleme der Justiz in den ersten Jahren der Nachkriegszeit in der britischen Besatzungszone nach Ansicht der britischen Militärregierung nicht anders zu lösen waren, stufte sie zunächst jene Juristen, die nach 1937 der NSDAP beigetreten waren, ebenso wie die Wehrmachtsrichter als unbelastet ein. Ab Juni 1946 konnten alle Juristen verwendet werden, sofern sie das Entnazifizierungsverfahren durchlaufen hatten, das gerade bei Juristen oft durch sog. „Persilscheine“ unterlaufen wurde. Bald amtierten wieder Tausende von ehemaligen NS-Juristen in der Justiz und Verwaltung. Kurz darauf strömten auch großzügig entnazifizierte ehemalige Sonderrichter und SA-Mitglieder nach. Bereits 1948 waren 30 Prozent der Gerichtspräsidenten und 80 bis 90 Prozent der Landgerichtsdirektoren und Landgerichtsräte der britischen Besatzungszone ehemalige NSDAP-Mitglieder. Etliche waren vor der weitaus rigideren Entnazifizierungspolitik in der sowjetischen Besatzungszone in den Westen, und wegen der großzügigen Einstellungspraxis, insbesondere nach Niedersachsen geflohen.
Am 16. November 1995 räumte der Bundesgerichtshof selbstkritisch ein, dass viele ehemalige deutsche Juristen wegen Rechtsbeugung und anderer Kapitalverbrechen hätten verurteilt werden müssen: „Darin, daß dies nicht geschehen ist, liegt ein folgenschweres Versagen bundesdeutscher Strafjustiz“.